# Kitami

Kitami (北見市 Kitami-shi?) este un municipiu din Japonia, prefectura Hokkaidō.